# Oxyodes ochreata
Oxyodes ochreata là một loài bướm đêm trong họ Noctuidae.